# François Bon

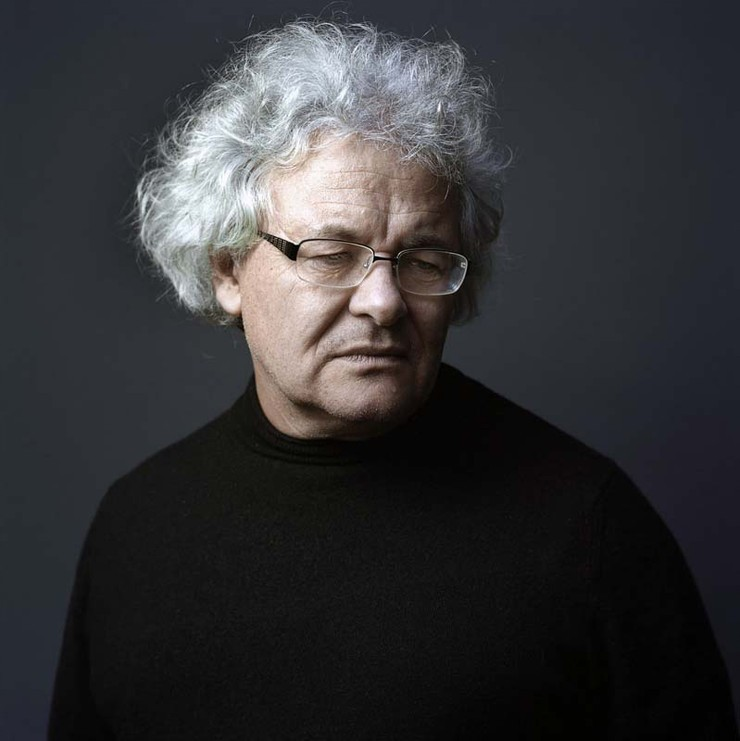
François Bon, 2022

François Bon [ˈfʀɑ̃swa'bɔ̃] (* 22. Mai 1953 in Luçon, Département Vendée) ist ein französischer Schriftsteller.
Er studierte zunächst Maschinenbau und arbeitete als Schweißer und Ingenieur, bevor er sich dem Schreiben zuwandte. Bekannt wurde er mit seinem Erstlingsroman Sortie d’usine (deutsch „Feierabend“), von 1982, der auf seinen teils traumatischen Erfahrungen in einer metallverarbeitenden Fabrik beruht. Bons literarische Werke, die in ihren Themen und Formen eine große Bandbreite haben, verbinden die Darstellung sozialer Realität mit einer intensiven Arbeit an der Sprache als Material. Er ist für seine Schreibwerkstätten mit Mitgliedern von sozialen Minderheiten und Randgruppen bekannt. Er hat ein ausgeprägtes Interesse für andere Künste, wie Malerei und Musik. Für Paysage fer hat er im Jahr 2000 den Preis La ville à lire erhalten. Bon gründete eine bedeutende Website zur Literatur und ist in neuerer Zeit auch als Verleger tätig.

## Leben

### Kindheit, Ausbildung, Beruf
Seine Kindheit und Jugend verbrachte François Bon in Saint-Michel-en-l’Herm (Vendée) und ab 1964 in Civray (Vienne). Er wuchs als Sohn eines Automechanikers und einer Grundschullehrerin auf, weswegen ihm ein frühes Interesse sowohl für Mechanik als auch für Literatur zugeschrieben wird. Der Schriftsteller Pierre Bergounioux, den Bon Ende der 1980er Jahre kennenlernte, sieht in dieser zweisträngigen Prägung Bons spezifische Situation als Autor vorgezeichnet.
François Bon begann 1972 ein Studium in Maschinenbau an der École Nationale Supérieure d’Arts et Métiers (ENSAM), einer technischen Elite-Hochschule in Bordeaux und Angers. Er spezialisierte sich auf Metallbau und arbeitete von 1976 bis 1980 als Schweißer und Ingenieur im Bereich der Luft- und Raumfahrt sowie der Atomindustrie in Frankreich und im Ausland. Arbeitsaufenthalte führten ihn unter anderem nach Moskau, Prag, Göteborg und Bombay. Während dieser Zeit begann er intensive Lektüren verschiedener Autoren der Weltliteratur.

### Schriftsteller, Ortswechsel und Familie
Ende der 1970er Jahre gab François Bon seinen Beruf auf und studierte zwei Jahre lang Philosophie an der Universität Paris VIII, unter anderem bei Jean-François Lyotard und Gilles Deleuze.
Im Jahre 1982 publizierte er seinen ersten Roman mit dem Titel Sortie d’usine bei dem Pariser Verlag Éditions de Minuit. Nach dieser ersten Publikation führten ihn mehrere Autorenstipendien nach Italien und Deutschland und erlaubten ihm, sich ganz dem Schreiben zu widmen. In den Jahren 1984/85 war er Stipendiat der Académie de France à Rome in der Villa Medici (der französischen Villa Massimo) in Rom. 1987/88 verbrachte er ein Jahr in West-Berlin als Stipendiat des Berliner Künstlerprogramms des Deutschen Akademischen Austauschdiensts (DAAD). Die Berliner Zeit floss in den Roman Calvaire des chiens mit ein. Er kehrte nur kurz in die Vendée zurück, um 1991/92 im Rahmen eines Autorenstipendiums der Robert Bosch Stiftung ein Jahr in Stuttgart zu leben.
1992 bis 1996 lebte François Bon in Montpellier, wo er Schreibwerkstätten leitete. Er begann, mit Jugendlichen aus unterprivilegiertem Milieu beziehungsweise mit Migrationshintergrund zu arbeiten, für die er sich seither auch weiterhin engagierte. 1996 zog er nach Saint-Cyr sur Loire, eine Kleinstadt bei Tours. Zwischen September 2009 und April 2010 hielt er sich als Gastprofessor für Creative Writing an Universitäten im kanadischen Quebec auf.
Im Dezember 2000 starb sein Vater, René Bon. François Bon ist verheiratet und hat fünf Kinder.

## Literarische Arbeit

### Die 1980er, Anfänge als Schriftsteller
François Bons erster Roman, Sortie d’usine, wurde von der Kritik positiv aufgenommen. In diesem Roman verarbeitet François Bon teils traumatische Erfahrungen mit der Arbeit in der Fabrik. Er schildert die Arbeitsbedingungen, die den Alltag in einer metallverarbeitenden Fabrik prägen. Die Handlung strukturiert sich in vier Teile, die jeweils die Ereignisse und Erfahrungen des Erzählers während einer Woche kondensieren: den monotonen Arbeitsalltag und die Gespräche der Arbeiter, ein lärmendes Abschiedsritual nach dem Tod eines Arbeiters, die Emotionen und Aktionen während eines Streiks und schließlich die zunehmende Distanz des Erzählers zur Fabrik, die schließlich zu seiner Kündigung und einer reflexiven Wende ins Schreiben über die Fabrik führt.
Obwohl François Bons Roman auf eigenen, teils traumatischen Erfahrungen mit der Arbeit in der Fabrik beruht, verarbeitet er sie nicht zu einem im engeren Sinne autobiographischen Projekt. Auch schildert der Roman zwar die Arbeitsbedingungen, Machtstrukturen und Diskurse, die den Alltag in einer metallverarbeitenden Fabrik prägen. François Bon nähert sich dieser Realität aber nicht, wie Robert Linhart in L’Établi von 1978, mit einer soziologischen, „engagierten“ oder explizit sozialkritischen Haltung. Schon die fragmentarische Darstellung, das Fehlen von Erklärungen, der Mangel an Überblick, machen deutlich, dass es nicht darum geht, die Welt der Fabrik im Sinne eines literarischen Realismus abzubilden. Vielmehr ist Bons Absicht, sprachliche Äquivalente für die Fabrik zu entwickeln: der Stil des Romans benennt nicht die Gewalt, welche die Fabrik dem Menschen antut, sondern macht sie in der Syntax und dem Rhythmus deutlich und spürbar. Dominique Viart schreibt, dass François Bon die Wörter und Sätze „in sich verbiegt und zum Knirschen bringt“.
In den 1980er Jahren publizierte François Bon drei weitere Romane, die auf den ersten Blick thematisch sehr unterschiedlich sind: in Limite (1985) geht es um vier Freunde, deren Gedanken und Wünsche um eine Frau kreisen; Décor ciment (1986) handelt von den Bewohnern einer Pariser Vorstadtsiedlung und ihren Alltagserfahrungen; und in Le Crime de Buzon (1988) geht es um zwei Männer, die gerade aus dem Gefängnis entlassen wurden, aber noch fest in ihrem „inneren Gefängnis“ stecken. Die thematische Gemeinsamkeit dieser drei Romane und von Sortie d’usine sieht Yvan Leclerc darin, dass sie alle jeweils einen abgeschlossenen Raum in seinem Verhältnis zur Außenwelt erforschen: die Fabrik, das Gefängnis, die Siedlung, vier verschiedene Räume in Limite. Jean-Claude Lebrun zufolge ist ihnen gemeinsam, dass sie die Lebenswelt sozial marginalisierter Menschen thematisieren. Dazu formulierte François Bon selbst, er „mache es sich zur Aufgabe, Stimmen in den öffentlichen Bereich zu tragen, die sonst zwar nicht stumm bleiben, aber doch zurückgestellt werden“. Dies zeigt sich stilistisch auch in der mehrstimmigen (polyphonen) Erzählweise, die diese Texte auszeichnet: Keiner der Romane, weder Limite noch Décor ciment oder Le crime de Buzon, haben einen zentralen Erzähler. Sie geben abwechselnd verschiedenen Figuren der Handlung das Wort, die jeweils aus ihrer Sicht die Ereignisse einem unbestimmten Gegenüber berichten.

### Avancierter Autor, Wechsel von Minuit zu Verdier
Noch bei den Éditions de Minuit erschien 1990 Calvaire des chiens. Der Roman entstand in der Folge eines einjährigen Arbeitsstipendiums in West-Berlin. Er handelt von den Erlebnissen eines deutsch-französischen Filmteams, das für die Vorbereitung eines Films in ein verlassenes Dorf in den französischen Cévennen fährt. Der Roman hat insofern einen wichtigen Stellenwert im Gesamtwerk, als er insbesondere in formaler Hinsicht im Verhältnis zu den vorangegangenen Romanen zugleich „einen Abschluss und einen Neuanfang“ repräsentiert. Zudem wird die Reflexion über die Repräsentation des Realen in Calvaire des chiens nun anhand des Mediums Film eingebunden, ähnlich wie dies später auch in Un fait divers von 1994 sein wird.
Anfang der 1990er Jahre verließ François Bon den Verlag Éditions de Minuit, der insbesondere mit dem Nouveau Roman verbunden ist, und begann beim Verlag Verdier zu publizieren. Dieser Wechsel impliziert auch eine andere Art des Schreibens: Bon bezeichnet seine Texte nun nicht mehr als Romane, sondern als Erzählungen (frz: récit). Manchmal lässt er die Gattungsbezeichnung auch offen. Die fragmentarische Erzählweise bleibt bestehen, ist aber nicht mehr an eine Vielzahl von Erzählerstimmen gebunden. Auch die autobiographischen oder autofiktionalen Aspekte seines Schreibens treten in diesen Jahren deutlicher hervor. Beispielsweise fällt in diese Zeit die Veröffentlichung einer Sammlung von stilistisch raffinierten Erinnerungstexten über die Arbeit in verschiedenen Fabriken (Temps machine, 1993), eines Textes über das Verhältnis von Sehen und Schreiben, der scheinbar eine mehrfach wiederholte Zugfahrt dokumentiert (Paysage fer, 1999) und eines Textes, der sich nach dem Tod des Vaters von Bon anhand von Fotografien mit der Familiengeschichte auseinandersetzt (Mécanique, 2001).
Zu dieser Zeit wandte sich François Bon außerdem verstärkt dem Theater zu: Er veröffentlichte Texte wie Parking, das zwischen mehrstimmiger Erzählung und Theatertext angesiedelt ist (1997), sowie Impatience (1998) und Quatre avec le mort (2001), die primär als Theatertexte, aber auch als Texte über das Theater, zu lesen sind. In diese Zeit fällt mit Pour Koltès (2000) auch das Erscheinen eines Essays über den französischen Dramatiker Bernard-Marie Koltès. Mehrfach hatte François Bon Gelegenheit, seine Texte an verschiedenen Theatern zu inszenieren. So hatte er 1998 eine „Résidence de création“ am Centre Dramatique National in Nancy inne sowie 1999 am Théâtre Ouvert in Paris. Der Roman Daewoo, in dem es um die Schließung einer Fabrik des gleichnamigen Konzerns im Elsass geht, wurde 2004 beim Festival von Avignon von Charles Tordjman als Theaterstück inszeniert.
In den letzten Jahren kehrte François Bon, wie schon mit der Originalfassung von Daewoo, wieder stärker zu erzählenden Schreibformen zurück. Dies führte ihn aber nicht zu breit angelegten Romanhandlungen, sondern eher zur ausführlichen Beschreibung kleiner Ereignisse oder zum Verfassen kurzer Erzähltexte. So begann François Bon im Jahr 2005 ein Schreibprojekt im Internet, bei dem er sich vornahm, jeden Tag einen Text abzuschließen und ins Netz zu stellen. Auf diese Weise entstanden 227 kurze Texte, die alltägliche Erfahrungen, persönliche Erinnerungen und Träume sowie rein fiktionale Gegebenheiten verbinden. Die Texte wurden 2006 in Buchform unter dem Titel Tumulte veröffentlicht. Die Gattungsbezeichnung des Buchs, roman, scheint dem Buch inhaltlich und formal nicht gerecht zu werden und wurde unter anderem als Ausdruck einer Kritik am Roman interpretiert. Im August 2009 veröffentlichte Bon L’incendie du Hilton, das von einem nächtlichen Feueralarm in einem großen Hotel in Montréal handelt, der die Teilnehmer einer dort stattfindenden Buchmesse überrascht. François Bon beschreibt das letztlich unspektakuläre Ereignis minutiös und nutzt es zu einer Reflexion über die Stadt und das Schreiben.